# MVP II ligi polskiej w koszykówce mężczyzn
MVP II ligi polskiej w koszykówce mężczyzn – nagrody przyznawane corocznie od sezonu 2015/2016 najlepszym zawodnikom poszczególnych grup II ligi koszykówki męskiej w Polsce, reprezentującej III poziom rozgrywkowy w kraju. Wyboru dokonują trenerzy drużyn II ligi. Według regulaminu trenerzy nie mogą głosować na trenowanych przez siebie zawodników.

## Laureaci MVP
| Sezon     | Grupa A                                     | Grupa B                                     | Grupa C                                                 | Grupa D                                            |
| --------- | ------------------------------------------- | ------------------------------------------- | ------------------------------------------------------- | -------------------------------------------------- |
| 2015/2016 | Grzegorz Arabas (Kotwica)                   | Rafał Król (domlublin.pl AZS UMCS Lublin)   | Emil Podkowiński (KK Polonia Bytom)                     | Nikodem Sirijatowicz (Jamalex Polonia 1912 Leszno) |
| 2016/2017 | Karol Dębski (Pelplin)                      | Bartłomiej Karolak (AZS UMCS Lublin)        | Wojciech Pisarczyk (R8 Basket AZS Politechnika Kraków)  | Piotr Niedźwiedzki (Górnik Trans.eu Wałbrzych)     |
| 2017/2018 | Bartosz Sarzało (Decka Pelplin)             | Dawid Zaguła (ZKS Stal Stalowa Wola)        | Mariusz Piotrkowski (AZS AWF Mickiewicz Romus Katowice) | Rafał Glapiński (Górnik Trans.eu Wałbrzych)        |
| 2018/2019 | Przemysław Szymański (Politechnika Gdańska) | Michał Wojtyński (KK Warszawa)              | Mariusz Piotrkowski (AZS AWF Mickiewicz Romus Katowice) | Mariusz Matczak (BC Swiss Krono Żary)              |
| 2019/2020 | Mateusz Kaszowski (Arka AMW II Gdynia)      | Rafał Król (KKS Tur Basket Bielsk Podlaski) | Mariusz Piotrkowski (AZS AWF Mickiewicz Romus Katowice) | Kacper Gordon (Exact Systems Śląsk II Wrocław)     |
| 2020/2021 | Darrell Harris (MKKS Żak Koszalin)          | Karol Obarek (UNB AZS UMCS Start Lublin)    | Bartosz Wróbel (AZS AGH Kraków)                         | Jakub Nowak (MKS Sokół Międzychód)                 |
| 2021/2022 | Damian Szymczak (MKS Sokół Międzychód)      | Bartosz Wróbel (ŁKS Coolpack Łódź)          | Marek Piechowicz (BS Polonia Bytom)                     | Stanferd Sanny (Rycerze Rydzyna)                   |
| 2022/2023 | Norbert Kulon (ŁKS Coolpack Łódź)           | Mateusz Szwed (Znicz Basket Pruszków)       | Piotr Karpacz (AZS AWF Mickiewicz Romus Katowice)       | Maciej Leszczyński (BC Swiss Krono Żary)           |